# Nils Engdahl
Nils Erik Engdahl (Västerhaninge, 4 novembre 1898 – Bromma, 10 settembre 1983) è stato un velocista e mezzofondista svedese.

## Palmarès
- Giochi olimpici

Anversa 1920: bronzo nei 400 metri piani.
Parigi 1924: argento nella staffetta 4x400 metri.